# Vallgorguina (kommun)
Vallgorguina är en kommun i Spanien.   Den ligger i provinsen Província de Barcelona och regionen Katalonien, i den östra delen av landet, 500 km öster om huvudstaden Madrid. Antalet invånare är 2 640. Arean är 22,1 kvadratkilometer. Vallgorguina gränsar till Sant Celoni, Sant Iscle de Vallalta, Arenys de Munt, Dosrius, Vilalba Sasserra och Santa Maria de Palautordera. 
Terrängen i Vallgorguina är kuperad åt sydost, men åt nordväst är den platt.